# Zlatna ploča
Zlatna ploča je certifikat kojim se nagrađuje glazbeno izdanje nakon određenog broja prodanih primjeraka. Prve zlatne ploče diskografske su kuće dodjeljivale izvođačima kako bi obilježile 1 000 000 prodanih primjeraka. Prvo izdanje ikada nagrađeno zlatnom nakladom bio je album "Chattanooga Choo Choo" izvođača Glenna Millera 14. veljače 1942. godine.
Trenutačno se u SAD-u, prema standardima glazbene industrije, zlatna naklada dodjeljuje glazbenom izdanju s više od 500 000 prodanih primjeraka.
U Hrvatskoj se još 2004. godine Zlatna ploča dodjeljivala za 15.000 prodanih nosača zvuka: nakladu je verificirala Hrvatska diskografska udruga na temelju podataka HDS ZAMP-a. Zbog razvoja novih tehnologija i trendova u diskografiji, 2011. godine ta se nagrada dodjeljivala za prodaju više od 7 000 prodanih nosača zvuka.

### Poznatiji izvođači nagrađeni zlatnom nakladom
- AC/DC - 20 zlatnih naklada
- Aerosmith - 25 zlatnih naklada
- The Beatles - 45 zlatnih naklada
- Bon Jovi - 13 zlatnih naklada
- Mariah Carey - 14 zlatnih naklada
- Eric Clapton - 25 zlatnih naklada
- Bob Dylan - 36 zlatnih naklada
- Neil Diamond - 40 zlatnih naklada
- Led Zeppelin - 19 zlatnih naklada
- Madonna - 18 zlatnih naklada
- Metallica - 12 zlatnih naklada
- The Rolling Stones - 42 zlatne naklade
- Elvis Presley - 97 zlatnih naklada
- Barbara Streisand - 50 zlatnih naklada

## Vanjske poveznice
- Pretraživačka baza zlatnih naklada
- Udruga američkih izdavačkih kuća